# Inman (Kansas)
Pour les articles homonymes, voir Inman.
La ville américaine d’Inman est située dans le comté de McPherson, dans l’État du Kansas. Lors du recensement de 2010, sa population s’élevait à 1 377 habitants.

## Source
- (en) Cet article est partiellement ou en totalité issu de l’article de Wikipédia en anglais intitulé « Inman, Kansas » (voir la liste des auteurs).